# Gaël Poirée
Pour les articles homonymes, voir Poirée.
Gaël Poirée, né le 18 juin 1978, est un biathlète français.

## Biographie
Il mesure 1 mètre 70 et évolue au club SC Dovares. Il a commencé le biathlon à l'âge de quinze ans environ.
Il obtient son premier et seul podium en Coupe du monde lors d'un relais disputé à Anterselva en 2002.
Il est le frère de Raphaël Poirée, biathlète titré à de multiples reprises.

## Palmarès

### Coupe du monde
- Meilleur classement général : 70e en 2002.
- 1 podiums en relais : 1 deuxième place.
- Meilleur résultat individuel : 16e.

### Championnats d'Europe
- Médaillé de bronze de l'individuel en 2001